# Philobota arabella
Philobota arabella là một loài bướm đêm thuộc họ Oecophoridae. Nó được tìm thấy ở rừng tự nhiên cây cỏ khô của Victoria.
Sải cánh dài khoảng 25 mm. Con trưởng thành bay vào tháng 9 và tháng 10.